# Åke Fjästad
Åke Simon „Tjall” Fjästad (ur. 16 grudnia 1887 w Lidingö, zm. 10 marca 1956 w Kingston) – szwedzki piłkarz, reprezentant kraju grający na pozycji obrońcy.

## Kariera klubowa
Podczas swojej kariery piłkarskiej Åke Fjästad występował w IFK Stockholm.

## Kariera reprezentacyjna
W reprezentacji Szwecji Fjästad zadebiutował 8 września 1908 w przegranym 1-6 towarzyskim meczu z amatorską reprezentacją Wielkiej Brytanii. W tym samym roku był w kadrze Szwecji na Igrzyska Olimpijskie w Londynie. Na turnieju w Anglii wystąpił w obu meczach z amatorską reprezentacją Wielkiej Brytanii i w meczu o brązowy medal z Holandią. Ostatni raz w reprezentacji wystąpił 26 października 1908 w przegranym 1-2 towarzyskim spotkaniu z Belgią. W sumie wystąpił w 5 spotkaniach.
| Mecze i gole w reprezentacji | Mecze i gole w reprezentacji | Mecze i gole w reprezentacji | Mecze i gole w reprezentacji | Mecze i gole w reprezentacji | Mecze i gole w reprezentacji | Mecze i gole w reprezentacji |
| #                            | Data                         | Miasto                       | Przeciwnik                   | Gol                          | Wynik                        |                              |
| ---------------------------- | ---------------------------- | ---------------------------- | ---------------------------- | ---------------------------- | ---------------------------- | ---------------------------- |
| 1.                           | 08.09.1908                   | Göteborg                     | Wielka Brytania am.          |                              | 1:6                          | towarzyski                   |
| 2.                           | 20.10.1908                   | Londyn                       | Wielka Brytania am.          |                              | 1:12                         | Igrzyska Olimpijskie         |
| 3.                           | 23.10.1908                   | Londyn                       | Holandia                     |                              | 0:2                          | Igrzyska Olimpijskie         |
| 4.                           | 25.10.1908                   | Haga                         | Holandia                     |                              | 3:5                          | towarzyski                   |
| 5.                           | 26.10.1908                   | Bruksela                     | Belgia                       |                              | 1:2                          | towarzyski                   |